# НТВ-Плюс
«НТВ-Плюс» —  оператор спутникового телевидения в России. Основан холдингом «Медиа-Мост» в июле 1996 года.

## История

### 1996—2001
В середине 1996 года началось создание первого в России оператора спутникового телевидения, первоначально силами сотрудников канала НТВ, а в июле начался набор новых сотрудников в штат. Уже 1 сентября началось аналоговое вещание канала «Наше кино» — первого канала «НТВ-Плюс» собственного производства. Его вещание было запущено председателем правительства России Виктором Черномырдиным, а одним из первых абонентов оператора стал Борис Ельцин. 1 октября вышел в эфир канал «Мир кино», посвящённый зарубежному кино разных лет, с 1 ноября начато вещание спортивного телеканала «НТВ-Плюс Спорт». Планировалось запустить ещё один телеканал собственного производства — информационный, но, в силу разных обстоятельств, он так и не появился. К концу 1996 года к оператору подключились 17 тыс. абонентов.
С 10 февраля 1997 года вещание «НТВ-Плюс» было закодировано, для эфирного вещания его каналы в те годы принципиально не были предназначены. Тогда же, вместе с другими медийными активами Владимира Гусинского, спутниковый оператор стал частью холдинга «Медиа-Мост». В конце года у компании было 133 тыс. абонентов и шесть каналов: «Наше кино», «Мир кино», «НТВ-Плюс Спорт», «НТВ-Плюс Музыка», «Ночной канал» (начал вещание 1 мая 1997 года) и «Детский мир».
В октябре 1997 года компанией был заключён контракт с американской фирмой Hughes Space & Communications International на работы по строительству спутника «Бонум-1», работы были завершены в течение всего одного года. Спутник был выведен на орбиту 22 ноября 1998 года, тогда же началось спутниковое вещание из построенного компанией комплекса в Сколково. С октября 1997 по конец 1998 года абоненты «НТВ-Плюс» получали журнал «Караван», содержание которого представляло собой программу передач собственных каналов телекомпании на месяц вперёд.
В 1998 году была запущена первая версия официального сайта «НТВ-Плюс». В конце 1998 года из-за финансовых сложностей вследствие экономического кризиса и ввиду появления сильных конкурентов, телекомпанией был закрыт канал «НТВ-Плюс Музыка». В январе 1999 года на спутниках TDF 2 (36° в. д.) и Intelsat 604 (60° в. д.) он был заменён на «MTV Россия».
В феврале 1999 года «НТВ-Плюс» перешёл с аналоговой на цифровую систему вещания. Вещание каналов оператора в цифровом качестве началось с 1 февраля того же года, причём до 1 октября аналоговое вещание с платформы также сохранялось. В течение года появилось около 30 новых каналов, в том числе и популярные зарубежные каналы с вещанием на двух языках: (Eurosport, Hallmark (позже — Diva Universal), MTV, VH1, Nickelodeon, Cartoon Network, Fox Kids (потом — Jetix, позже — Disney Channel), Discovery Russia, Travel & Adventure (потом — Travel & Living, позже — TLC) и Animal Planet — на русском и английском, Euronews — на английском и французском). К запуску цифровой системы вещания было приурочено появление ещё двух собственных телеканалов: «НТВ-Плюс Футбол» и «НТВ-Плюс Боевик» (канал остросюжетных фильмов). Чуть позже, в январе 2000 года началось вещание на русском и английском каналов Discovery — Sci-Trek (позже — Science) и Civilization (позже — Discovery World), а также французского канала TV5 с русскими субтитрами. Также в те годы системой ретранслировались популярные российские телеканалы РТР, НТВ, ТНТ, «Культура», «MTV Россия» и единственный радиоканал — радиостанция «Спорт FM».
1 октября 1999 года для вещания на зарубежные страны был запущен телеканал с одноимённым названием (в печатных изданиях он назывался «NTV+»). Его вещание состояло из контента с телеканалов «Детский мир» и «Наше кино». 4 ноября 2002 года телеканал сменил название на «RTVI+» и просуществовал до 2012 года.
27 мая 2000 года состоялся запуск спутника Eutelsat W4, ставшем впоследствии основной платформой вещания «НТВ-Плюс» на Европейской части Российской Федерации. Продолжился и начатый годом ранее запуск на платформе популярных российских и зарубежных телеканалов. 28 июня 2000 года на спутниковой платформе появился деловой телеканал Bloomberg. После пожара на Останкинской телебашне в сентябре 2000 года в пакет оператора добавили телеканалы ОРТ, ТВЦ и ТВ-6. В феврале 2001 года среди транслируемых каналов появился канал Deutsche Welle на немецком и английском языках (позже он вышел из пакета), а в сентябре на русском языке стал вещать канал Euronews.
После смены собственника «Медиа-Моста» систему спутникового телевидения «НТВ-Плюс» хотели закрыть из-за нехватки финансирования. По этой причине в сентябре 2001 года объявил об отставке со своего поста генеральный директор Евгений Якович (официально ушёл в отставку в марте 2002 года). В ноябре 2001 года, «в рамках процедуры реструктуризации задолженности холдинга „Медиа-Мост“», «НТВ-Плюс» переходит к новому собственнику — им стал «Газпром-Медиа Холдинг». Несмотря на все сложности, к концу 2001 года количество абонентов (домохозяйств, пользующихся услугами «НТВ-Плюс») достигло 200 тысяч.
Сами события вокруг НТВ по большей степени не сказались на работе спутникового оператора, за исключением нескольких мелких деталей: в 2003 году к компании «Медиамарт», принадлежавшей Владимиру Гусинскому, отошли два телеканала, формированием концепции и сетки вещания которых ранее занималось «НТВ-Плюс» — «Наше кино» и «Детский мир», а в апреле 2001 года из штата ЗАО «НТВ-Плюс» в ОАО «Телекомпания НТВ» перешло несколько спортивных журналистов, которые решили делать на новом НТВ под управлением Бориса Йордана новости спорта и оставшиеся спортивные передачи. В их числе были Геннадий Клебанов, Дмитрий Калениченко, Анна Ткачёва, Мария Киселёва, Илья Казаков, Виктор Прядко, Андрей Кондрашов и др. Спортивная редакция телекомпании, помимо родственных каналов НТВ и ТНТ, с которыми она работала и до, и после означенных событий, с этого же периода стала обслуживать также телеканалы ТВ-6 и ТВС и снабжать их спортивными передачами и телетрансляциями. С начала 2000-х по середину 2010-х годов (с 2003 по 2015 год) некоторые прямые трансляции или их записи с «НТВ-Плюс» также иногда мог брать для показа у себя «Первый канал».

### 2002—2015
С января по май 2002 года по просьбе МПТР России вместо телеканала ТВ-6 на 6 ТВК в Москве и в некоторых других регионах осуществлялось вещание канала «НТВ-Плюс Спорт». Вещание телеканала было организовано в формате демонстрационной версии, своеобразной «витрины» платных телеканалов для привлечения внимания потенциальных абонентов. Прямые спортивные трансляции на канале почти не велись из-за отсутствия прав, за редкими исключениями (в частности, на 6 ТВК почти в полном объёме были показаны Зимние Олимпийские игры 2002 в американском Солт-Лейк-Сити), а сами соревнования могли транслироваться с задержкой в несколько дней и с продолжительными рекламными перерывами. Спустя некоторое время руководитель спортивных каналов «НТВ-Плюс» Алексей Бурков заявил, что опыт вещания на метровой частоте оказался положительным. Возникший в июне 2002 года на месте бывшего ТВ-6 телеканал ТВС начал своё вещание на платформе «НТВ-Плюс» только в феврале 2003 года.
В мае 2002 года в структуре компании создано Управление экономической безопасности. Главная его обязанность — борьба с «пиратами», поскольку примерно в это же время участились случаи незаконной ретрансляции эфира собственных каналов телекомпании в кабельных сетях или в рамках вещания других телеканалов. В том же месяце в составе пакета начали трансляцию телеканалы REN-TV и «СТС-Москва». 19 марта 2003 года начался первый судебный процесс над пиратами. В Белёве руководству местной кабельной компании грозит пять лет лишения свободы за незаконную трансляцию в сети каналов «НТВ-Плюс».
1 октября 2002 года произошёл ребрендинг киноканалов, в результате которого у компании появились новые собственные киноканалы — «Премьера» (вместо канала «Боевик») и «Киноклуб» (вместо канала «Мир кино»). Этот ребрендинг был связан с желанием новых владельцев и руководителей телекомпании «НТВ-Плюс» более внятно сегментировать кинопоказ на собственных каналах, чем то было раньше. Главным редактором кинопоказа на собственных каналах в те годы был Сергей Зоненлихт.
19 декабря 2002 года ЗАО «НТВ-Плюс» было преобразовано в ОАО.
1 июля 2003 года осуществлён переход на новую систему кодирования сигнала. В сентябре 2003 года в старом формате прекращает вещание «Ночной канал» телекомпании и переходит на ретрансляцию программ канала Hustler Gold, чья трансляция, в свою очередь, была закрыта в 2007 году в связи с тем, что содержание показываемых по нему фильмов и передач производства Private Media Group Inc. было признано экспертами Россвязьохранкультуры порнографическим. К концу 2003 года у компании насчитывалось 260 тыс. абонентов. Примерно в это же время меняется политика спутникового оператора относительно дублирования в своём эфире прямых трансляций, которые показываются в открытом доступе на сторонних телеканалах, присутствующих в базовом пакете «НТВ-Плюс». В частности, к этой категории стали относиться церемония вручения наград Американской киноакадемии «Оскар» (чей показ осуществлялся каналом «Мир кино» с 1998 по 2002 год, а с 2003 года права отошли к эфирному «Первому каналу») и чемпионаты мира и Европы по футболу (права на которые принадлежали «Первому каналу» и ВГТРК). После создания ВГТРК канала «РТР-Спорт» часть интересного и рейтингового контента, права на который ранее эксклюзивно принадлежали «НТВ-Плюс», также перешла на канал открытого доступа.
В 2004 году началось вещание каналов «НТВ-Плюс Спорт Онлайн» и «Кинохит», с сентября того же года началось вещание спортивного канала ВГТРК «РТР-Спорт». Помимо них, в течение года на платформе оператора появились такие каналы, как «Rambler Телесеть», «Телеклуб», «Ностальгия», «Music Box». К концу года количество абонентов составило 360 тысяч человек. Компания вышла на самоокупаемость.
21 ноября 2004 года на 51-м году жизни скончался один из основателей «НТВ-Плюс», директор спортивных каналов компании Алексей Бурков.
В 2005 году запущен второй пакет для абонентов, получивший название «Базовый расширенный». Первыми в нём появились каналы собственного производства «Наше новое кино» и «Киносоюз», а также «Jetix Play» и «National Geographic Channel». В октябре 2005 года аудиовещание на некоторых каналах переведено на формат Dolby Digital 5.1.
В декабре 2005 года компания «НТВ-Плюс» официально вышла на рынок Украины в нескольких пакетах из более, чем 40 каналов, включая зарубежные версии российских телеканалов. Услуги компании на территории Украины были лицензированы в украинском правовом поле, карты доступа и оригинальные ресиверы марки поступили в розницу.
В 2006 году началось вещание каналов «НТВ-Плюс Теннис», «НТВ-Плюс Наш футбол» и «НТВ-Плюс Спорт Классика». В том же году оператор станет технологическим партнёром каналов холдинга «Ред Медиа»: все новые и перезапускаемые каналы в первый же день становились доступными абонентам «НТВ-Плюс». Из телеканалов иного производства в список были включены каналы цифрового телесемейства «Первого канала», «Вести», «Петербург — Пятый канал», а также «Третий канал» и «Бибигон».
В марте 2006 года началось вещание со спутника «Бонум-1» на Сибирь и часть Дальнего Востока, сформирован специальный пакет «НТВ-Плюс Восток». К концу года число абонентов превысило 500 тыс. человек.
В апреле 2007 года был создан первый в России пакет каналов качества HD: HD Кино, HD Спорт и HD Life.
С 1 сентября 2008 года введена услуга «Кинодром». В рамках этого специального сервиса абонентам предлагалась возможность посмотреть фильмы, демонстрировавшиеся в кинотеатрах и вышедшие (и не вышедшие) в России на DVD. В случае оплаты выбранного фильма его показ осуществлялся на одном из каналов, называемых «Кинорейсами» (от 1 до 2). Каналы были первыми в России спутниковыми, работавшими в формате «Pay-Per-View». Для зрителей услуга подразделялась на два так называемых «Кинорейса». Часть фильмов транслировалась в формате 16:9 и со звуком в формате Dolby Digital 5.1. Заказ фильмов осуществлялся при помощи телефона (IVR), SMS-сообщения или Интернет-сайта. Все каналы «Кинодрома» вещали без наложений логотипов на экран. Помимо фильмов из «Кинодрома», абоненты могли заказывать и спортивные трансляции. Обычно на заказ предлагались различные заметные футбольные матчи, например, финалы европейских кубков и матчи за суперкубки, которые транслировались только в формате PPV в эфире «Инфоканала» и на специальном HD-канале («HD Test»). Матчи еврокубков также можно было заказывать, если абоненты не подписаны на пакет «Суперспорт». Одновременно с этим телекомпанией был сформирован пакет «Семейный».
1 сентября 2009 года начал вещание канал «Спорт Плюс», а также был сформирован пакет «Лайт». 2 ноября начал вещание канал «Кино Плюс». Этот канал, а также канал «Спорт Плюс» было решено распространять в кабельных сетях России с целью рекламы телекомпании.
С февраля 2010 года на сайте телекомпании начался платный показ спортивных трансляций. 22 мая 2010 года «НТВ-Плюс» показал первую в России прямую трансляцию спортивного матча в формате 3DTV. Абоненты компании и посетители кинотеатра «Октябрь» увидели финальный матч Лиги чемпионов УЕФА сезона 2009/2010 «Бавария» — «Интер». С октября 2010 года на «НТВ-Плюс» начал вещать первый в России канал в формате 3DTV совместного производства НТВ-Плюс и Panasonic под названием «НТВ-Плюс 3D by Panasonic» (позднее название канала было сокращено до «НТВ-Плюс 3D»).
В 2011 году телекомпании исполнилось 15 лет. Это событие отметили появлением нового собственного киноканала «Кинолюкс». 1 марта 2012 года началось вещание в новом формате телеканала «Спорт Союз», который ранее до указанного срока не вещал в России. 18 октября 2013 года начал вещание канал «СпортХит», а также был сформирован пакет «Суперспорт». Канал «СпортХит» впоследствии был преобразован в канал «Футбол 3», был сформирован футбольный пакет.
С середины 2014 г. официальное предоставление услуг компанией "НТВ-Плюс" для своих украинских абонентов — физических лиц прекращено, а фирма-представитель компании на территории Украины перешла в фазу ликвидации (ОАО "Новые телевизионные технологии", г. Киев). В этот же период времени ретрансляция международных версий российских телеканалов, а также каналов украинского производства, входивших в состав пакетов "НТВ Плюс-Украина", была прекращена (спутник Eutelsat 36E).

### С 2015 года
1 января 2015 года прекратили своё существование телеканалы «Спорт Союз» и «Спорт Онлайн», в связи с тем, что данные каналы официально не вошли в примерно тогда же составленный перечень собственных телеканалов «НТВ-Плюс», которые разрешено транслировать в сетях платного цифрового телевидения. 1 ноября 2015 года начал своё вещание национальный спортивный канал «Матч ТВ». После этого, начиная с 25 января 2016 года, телекомпания не производит собственных телеканалов, так как все они к этому времени были закрыты или переданы другим телекомпаниям — «RTVi», «Ред Медиа» и субхолдингу «Матч!». Единственным собственным телеканалом «НТВ-Плюс» оставался только «Инфоканал», в конце января 2016 года вышедший с новым оформлением и прекративший вещание 1 января 2019 года. Сама компания решила сосредоточиться на операторском бизнесе. Как следствие, спортивная редакция телекомпании была выделена в ООО «Национальный спортивный телеканал», а её отдел озвучивания, в разное время сотрудничавший с каналами НТВ, ТНТ, ТВ-6, ТВС и Спорт/Россия-2, был расформирован.
9 января 2017 года завершено преобразование ОАО «НТВ-Плюс» в ООО.

## Награды
В ноябре 2000 года «НТВ-Плюс» получила премию «ТЭФИ» в номинации «Телевизионное событие года».
4 октября 2002 года «НТВ-Плюс» получила главный приз в номинации «Спорт» на конкурсе Hot Bird TV Awards.
14 ноября 2008 года компания получила специальный приз Hot Bird TV Awards как самая динамично развивающаяся компания.
15 октября 2009 года сразу два канала «НТВ-Плюс» стали лауреатами премии в области кабельного, спутникового и Интернет-телевидения «Золотой луч»: канал «Премьера» — в номинации «Кино», а канал «НТВ-Плюс Спорт» — в номинации «Спорт».
В феврале 2010 года на церемонии награждения премии «Большая цифра» компания была удостоена приза за поддержку и обслуживание клиентов. Канал «Премьера» стал лауреатом премии в номинации «Фильмовый канал», а канал «НТВ-Плюс Футбол» — в номинации «Спортивный канал». «Премьера» также получил специальный приз как лучший канал по выбору монтажников-установщиков.

## Пакеты и каналы
С 1 октября 2013 года компания запустила новую систему пакетирования каналов для абонентов, проживающих в зоне вещания спутников Eutelsat 36А и Eutelsat 36В на территории Российской Федерации.
С 10 февраля 2016 года вещание со спутника Eutelsat 36A переведено на спутник Экспресс-АМУ1 (Eutelsat 36C), что позволило постепенно расширять предложение в основных и тематических пакетах каналов.
Компания осуществляет свою деятельность как вещатель на основании лицензий Роскомнадзора на деятельность по телевизионному и радиовещанию (среда вещания — спутниковое вещание).

## Вещание вУкраину
Для жителей Украины вещание велось при посредстве официального партнёра — компании «НТТ» (г. Киев). Из всего пакетного наполнения НТВ-Плюс, для украинских телезрителей были доступны только те российские каналы, которые имели украинскую или международную лицензию. Поэтому в случае заказа украинской карты «НТВ-Плюс» эфирные каналы «Пятый канал», «ТНТ», «НТВ», «Россия-1» и «Первый канал», заменялись на такие телеканалы как «Пятый канал», «НТН», «НТВ Мир», «РТР-Планета» и «Первый канал. Всемирная сеть». При заключении абонентского договора, украинские абоненты — физические лица соглашались с условиями Дополнительного Соглашения — его неотъемлемой части, адаптированной к законодательству Украины и учитывающего упомянутую замену ряда каналов. Вещание в Украину было прекращено в связи с отменой лицензий на ретрансляцию ряда международных версий российских федеральных телеканалов и ликвидацией компании «НТТ» по политическим причинам (30 декабря 2016 года), однако на сайте НТВ-Плюс до 2017 года был доступен список телеканалов и радиостанций для вещания на территории Украины.

## Руководство

### Генеральные директора
- Алексей Цыварев (1996—1997)[151]
- Владилен Арсеньев (1997)[14][152]
- Владимир Троепольский (1997—1998)[153][154]
- Евгений Якович (1998—2002)[155][156]
- Антон Кудряшов (2002—2003)[157]
- Александр Орджоникидзе (2003—2005)
- Дмитрий Самохин (2005—2011)[158]
- Алексей Куколевский (2011—2013)
- Илья Ситковский (2013—2014)
- Станислав Родионов (2014—2015)[159]
- Александр Вронский (2015)[159]
- Михаил Дёмин (2016—2018, с 2022)[160][161][162]
- Наталья Горбунова (2018—2022)[161]

### Дирекция спортивных каналов
Руководители:
- Алексей Бурков (1996—2004)[163][164][165]
- Анна Дмитриева (2004—2010)[166]
- Дмитрий Чуковский (2010—2015)[167]

Художественный руководитель:
- Анна Дмитриева (1996—2004)[168][169]

Главные редакторы спортивных каналов:
- Василий Уткин (2010—2015)[170]

### Шеф-редакторы киноканалов
- Сергей Зоненлихт (1999—2013)[171]

## Критика
Обозреватель портала LiveSport.Ru Алексей Дроздов считает, что со смертью Алексея Буркова «компания начала явно стагнировать»: по состоянию на 2010 год на спортивных каналах «НТВ-Плюс» использовалось старое эфирное оформление, работали неопытные комментаторы и корреспонденты, а у трансляций матчей РФПЛ было плохое качество.